# سوسک عنکبوتی
سوسک‌های عنکبوتی مجموعه‌ای از حدوداً ۵۰۰ گونه سوسک در زیرخانواده تنندوسوسکیان از خانوادهٔ چوب‌خواران هستند.
سوسک‌های عنکبوتی را گاه خانواده‌ای مستقل نیز به‌شمار آورده‌اند که در آن صورت نام تنندوسوسکان (Ptinidae) برای آن‌ها به‌کار می‌رود.
سوسک‌های عنکبوتی تن‌های گرد و پاهای لاغر و بلند دارند و بدون پر هستند. درازای آن‌ها معمولاً ۱ تا ۵ میلی‌متر است.
هم کرمینه و هم بالغ آن‌ها لاشه‌خوار هستند. آن‌ها با سرعت دو تا سه نسل در سال زادآوری می‌کنند.
این سوسک‌ها زندگی در محل‌های خشک هم‌چون میان کاه‌ها را ترجیح می‌دهند.

## سرده‌ها
در حدود ۱۱ سرده از این سوسک‌ها شناسایی شده‌است:
- Gibbium Scopoli, 1777
- Gnostus Westwood, 1855
- Mezium Curtis, 1828
- Niptinus Fall, 1905
- Niptus Boieldieu, 1856
- Pitnus Gorham, 1883
- Pseudeurostus Heyden, 1906
- Ptinus Linnaeus, 1766
- Sphaericus Wollaston, 1854
- Tipnus Thomson, 1863
- Trigonogenius Solier, 1849